# دي-جينرايشن إكس
دي-جنريشن اكس (بالإنجليزية: D-Generation X)‏، (معروفين أيضاً باسماءDegeneration X، وDX، وD-X), 
وهو فريق مصارعة محترفة في المصارعة العالمية الترفيهية(دبليو دبليو إي), في عرض الراو وقد كانوا ابطال أحزم الفرق الموحدة، الفريق تأسس في منتصف «عصر الفوقف» في الـWWF من 1997 إلى 2000. خطتهم كانت تكوين عصابة ثوار يتكلمون ويتصرفون كما يحلوا لهم، مهما كانت الاستفزازية وتدمير كل من يقف أمامهم ومنهم جون سينا و فينس مكمان وابنه شين مكمان اندرتيكر وكين و بريت هارت واخيه أوين هارت .

## وصلات خارجية
- دي-جينرايشن إكس على موقع دبليو دبليو إي (الإنجليزية)
- دي-جينرايشن إكس على موقع عالم المصارعة على الإنترنت (الإنجليزية)
- دي-جينرايشن إكس على موقع عالم المصارعة على الإنترنت (الإنجليزية)